# Iliá Gólosov
Iliá Aleksándrovich Gólosov (en ruso: Илья Александрович Голосов; Moscú, 31 de julio de 1883 - Moscú, 29 de enero de 1945) fue un arquitecto ruso de finales del período imperial y principios del período soviético. Líder de la arquitectura constructivista en 1925-1931, Iliá Gólosov desarrolló más tarde su propio estilo en la temprana arquitectura estalinista conocida como posconstructivismo. Era hermano de Panteleimón Gólosov.
De 1919 a 1945, Gólosov enseñó arquitectura en varias instituciones educativas, incluido el Vjutemás - VJUTEÍN (dirigió el taller de arquitectura junto con Konstantín Mélnikov) y en el Instituto de Arquitectura de Moscú (MARJI). El nuevo método de enseñanza de la arquitectura condujo a la formación de una tendencia innovadora: la escuela de Iliá Gólosov.

## Carrera

### Educación, Primera Guerra Mundial, Revolución

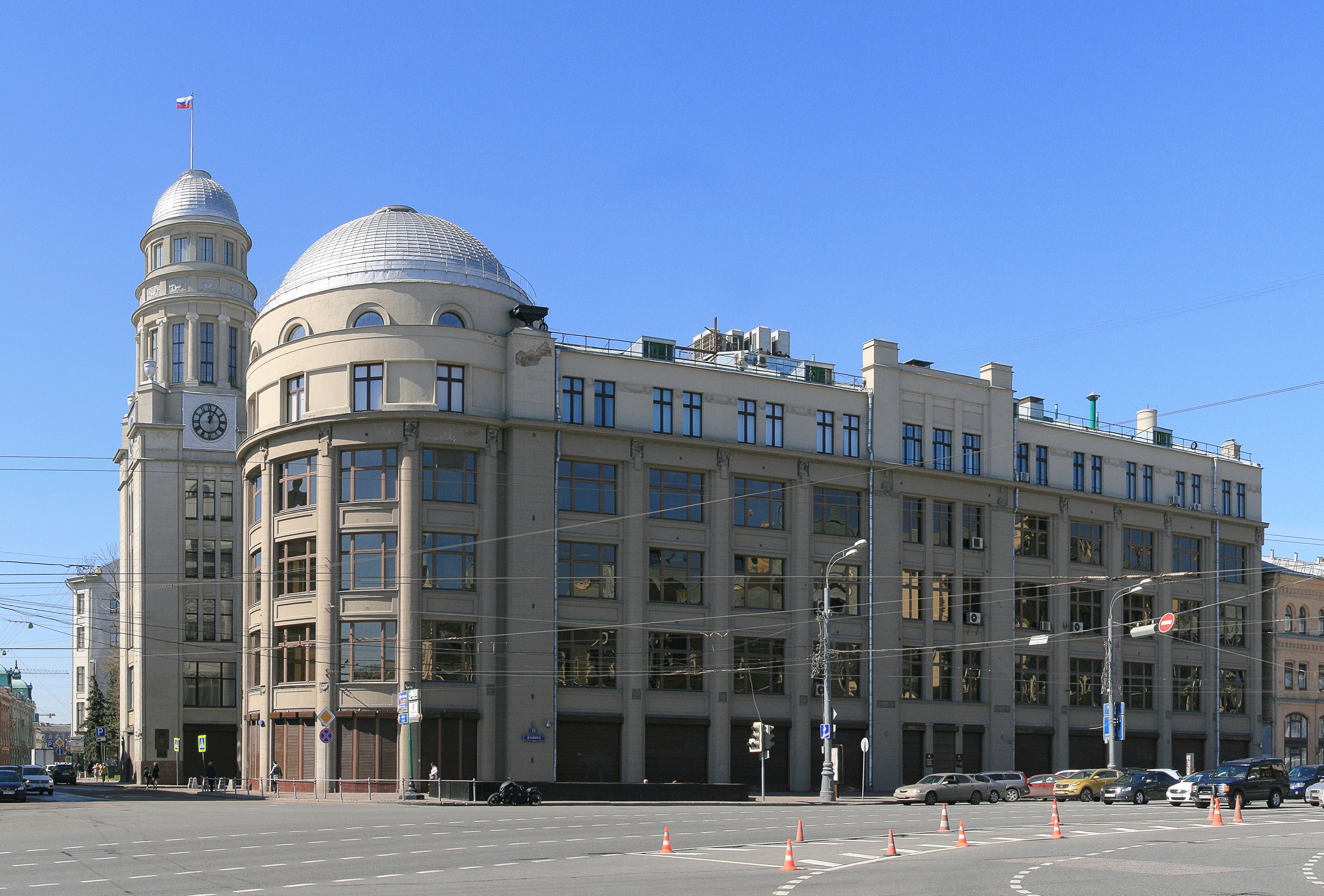
Edificio de la Compañía de Seguros del Norte (1909-1911), Moscú, calle Ilyinka, 21-23, en el que Iliá Gólosov fue arquitecto junior con los arquitectos principales Marián Peretiátkovich e Iván Rerberg

Iliá Gólosov nació el 31 de julio de  1883 en Moscú, en la familia de un sacerdote. En 1898, fue admitido en la  Escuela de Arte Stróganov. Tras completar el curso completo, ingresó en la Escuela de Pintura, Escultura y Arquitectura de Moscú, y se graduó en 1912 con el título de arquitecto. Durante sus estudios, trabajó como asistente para arquitectos y artistas como Iván Kuznetsov, Serguéi Soloviov, Alekséi Shchúsev, Ígor Grabar. Se dedicó a medir monumentos arquitectónicos y diseñó para la "Historia de la arquitectura rusa" y la revista "Años viejos".
Las primeras obras se distinguen por una variedad de estilos. Varias mansiones se construyeron según los diseños de Gólosov, incluida la mansión de Zimín en Kirzhach (1912) y la mansión de Zúev en Moscú (1913). También diseñó varias casas de vecindad e iglesias. Vivía en el número 15 del callejón Tíjvinski. En 1914, fue reclutado por el ejército y hasta el final de la guerra se dedicó a la construcción de edificaciones para las unidades de retaguardia.
Antes de la Primera Guerra Mundial,  colaboró con Marián Peretiátkovich e Iván Rerberg en los Edificios Northern Insurance (Moscú). En 1914-1917, Gólosov se desempeñó como ingeniero militar. En 1918, Gólosov se unió a la oficina de arquitectura estatal de Moscú dirigida por el neoclásico  Iván Zholtovski, y permaneció con él durante la Guerra Civil, al mismo tiempo que enseñaba en el MVTU y luego en el Vjutemás.

### Estilo en desarrollo (1918-1925)
El trabajo de Gólosov durante la guerra civil rusa y los primeros años de la Nueva Política Económica se limitó a proyectos de planificación urbana, paisajismo y reparaciones. En 1918, ingresó en el taller de arquitectura del Ayuntamiento de Moscú, que estaba dirigido por Iván Zholtovski, encargado del desarrollo del primer plan para la reconstrucción de Moscú y Gólosov fue encargado de desarrollar un proyecto de planificación para uno de los distritos. Una década de hostilidades (1914-1922) provocó un resultado inesperado para la profesión y para los hermanos Gólosov personalmente: su primera oportunidad de construir algo surgió cuando ya tenían 40 años. La nueva generación eran, de hecho, hombres maduros con una formación prerrevolucionaria clásica; la siguiente generación (Iván Leonídov y la «clase de 1929») comenzaba su formación universitaria. Realizó dos proyectos en los que utilizó el orden clásico: el edificio ambulatorio del hospital Basmánnaya en Moscú y el proyecto para el concurso de la escuela-monumento a León Tolstói en Yásnaya Poliana.
En febrero de 1919, los proyectos de Gólosov recibieron tres primeros premios en el concurso de crematorios de Moscú. Los proyectos se ejecutaron en el estilo del neoclasicismo y sirvieron de impulso para repensar los orígenes de la formación de formas y la creación de la teoría de «construir un organismo arquitectónico». En 1918-1923, Gólosov participó activamente en concursos de edificios residenciales de poca altura y diversas edificaciones públicas y económicas para el pueblo, utilizando las tradiciones de las viviendas de la gente y la experiencia de la construcción suburbana.
Iliá Gólosov participó en numerosos concursos de arquitectura de los años veinte, comenzando con el concurso para la Casa del Trabajo de 1922-1923. Gólosov desarrolló un estilo de diseño personal, cuando el edificio tenía que tener un centro de masa, una forma dominante; todas las formas y detalles más pequeños quedaban subordinados a la dominante y debían seguir un ritmo decreciente, como una onda en la superficie del agua. El propio Gólosov definió este estilo como romanticismo simbólico, mucho antes de unirse al campo constructivista. Los proyectos de estos años tienen un dinamismo enfatizado: una estación de radio (1921), una yeguada en Ostánkino (1922) y el Palacio del Trabajo en Moscú (1923).

### Constructivismo (1925-1932)
En 1924, Gólosov quedó profundamente impresionado por los diseños de los hermanos Vesnín de Arkos y del edificio de oficinas de Leningrádskaya Pravda. A diferencia de su hermano Panteleimón, no se unió al movimiento constructivista, al Grupo OSA en sus inicios en diciembre de 1925, en el que militaban Moiséi Guínzburg, los propios hermanos Vesnín e Iván Leonídov. (Si fue miembro del consejo editorial de la revista del grupo OSA, "Arquitectura contemporánea".) Los diseños de Gólosov de ese período presentan paredes de vidrio exteriores cuidadosamente pensadas, enfatizando la estructura interna de la forma dominante. Aparte de numerosas participaciones en concursos, Gólosov consiguió muchos encargos prácticos. Al igual que los hermanos Vesnín, tenía una educación formal y una experiencia en ingeniería prerrevolucionarias, lo que le ayudó a conseguir trabajos reales. A diferencia de teóricos como Moiséi Guínzburg o Iván Leonídov, Gólosov estaba ocupado con la gestión real de los sitios de construcción y se abstuvo de los debates teóricos de 1925-1929. Gólosov realizó muchos proyectos constructivistas: Casa de los textiles (1925, junto con B.Ya. Ulínich), Rusgertorg (1926), Electrobank (1926), Club de Trabajadores Zúev (1927-1928). En sus proyectos, fusiona formas grandes con geometría simple (cubo, paralelepípedo y cilindro) en un único solo, rompe los largos planos de fachadas con marcos de ventanas.
En los años 1930, Gólosov era el jefe del taller de arquitectura y diseño n.° 4 de Mosproekt, estando bajo su supervisión los arquitectos P.P. Antónov, A.A. Zhuravliov, V.M. Kusakov, A.T. Kapústina, D.D. Bulgákov, I. L. Marcuse, B.F. Rogáilov, K.I. Dzhus, I.V. Gokhman, S.F. Kibirev, M.K. Kostandi, S.A. Kozlov, A.S. Alímov y G.K. Yákovlev.
Como señaló Selim Jan-Magomédov (Selim Khan-Magomedov), «creó los mejores ejemplos de constructivismo, pero nunca se convirtió en un devoto constructivista. Entendió que las teorías constructivistas contradecían sus propios conceptos arquitectónicos de principios de los años 20... Gólosov aceptó el constructivismo como una tendencia de decoración exterior, no como un estilo funcional saludable». Sin embargo, durante un breve período en 1925-1928, sus colegas arquitectos lo percibieron como el líder del constructivismo, debido a sus diseños terminados altamente publicitados como el  Club de Trabajadores Zúev  (ver también: fotografía interior) y una brillante racha de participaciones en concursos en 1926.

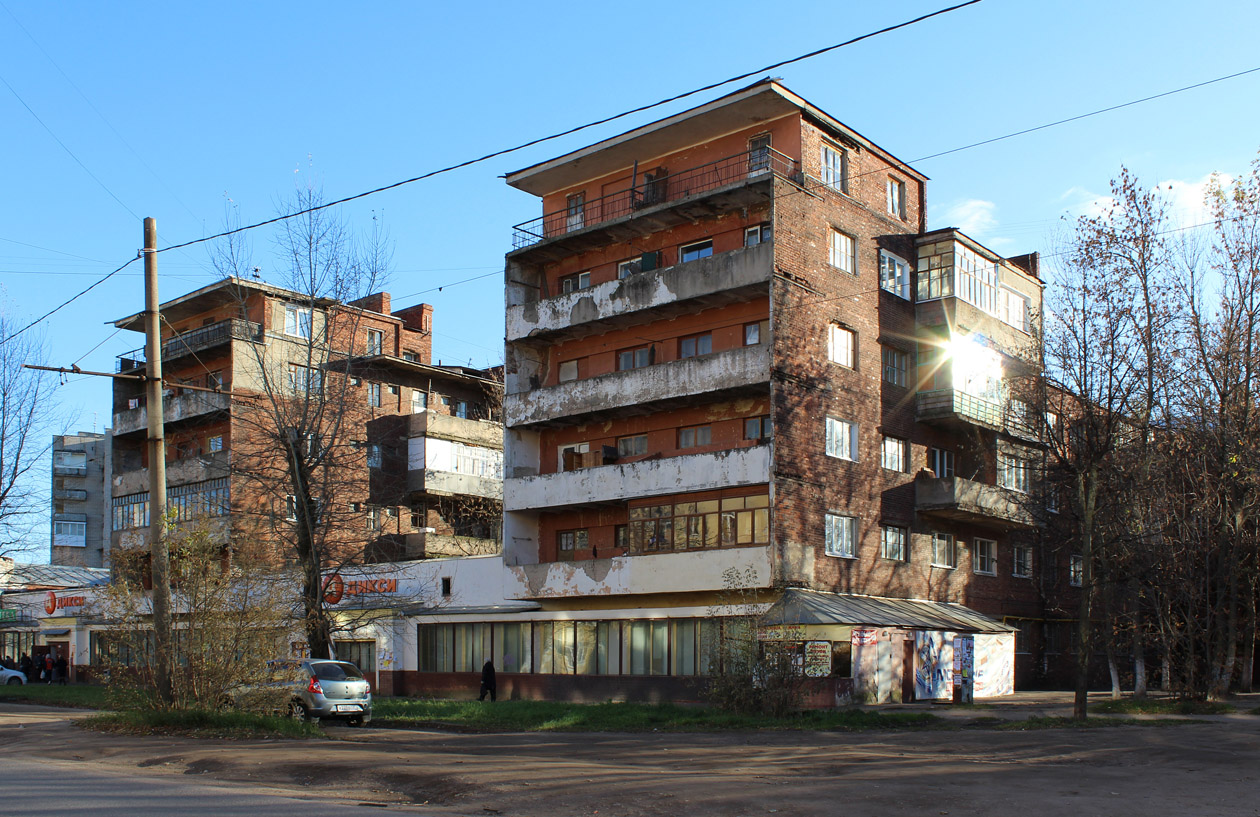
Casa Colectiva, Ivánovo-Voznesiensk, 1930-1931
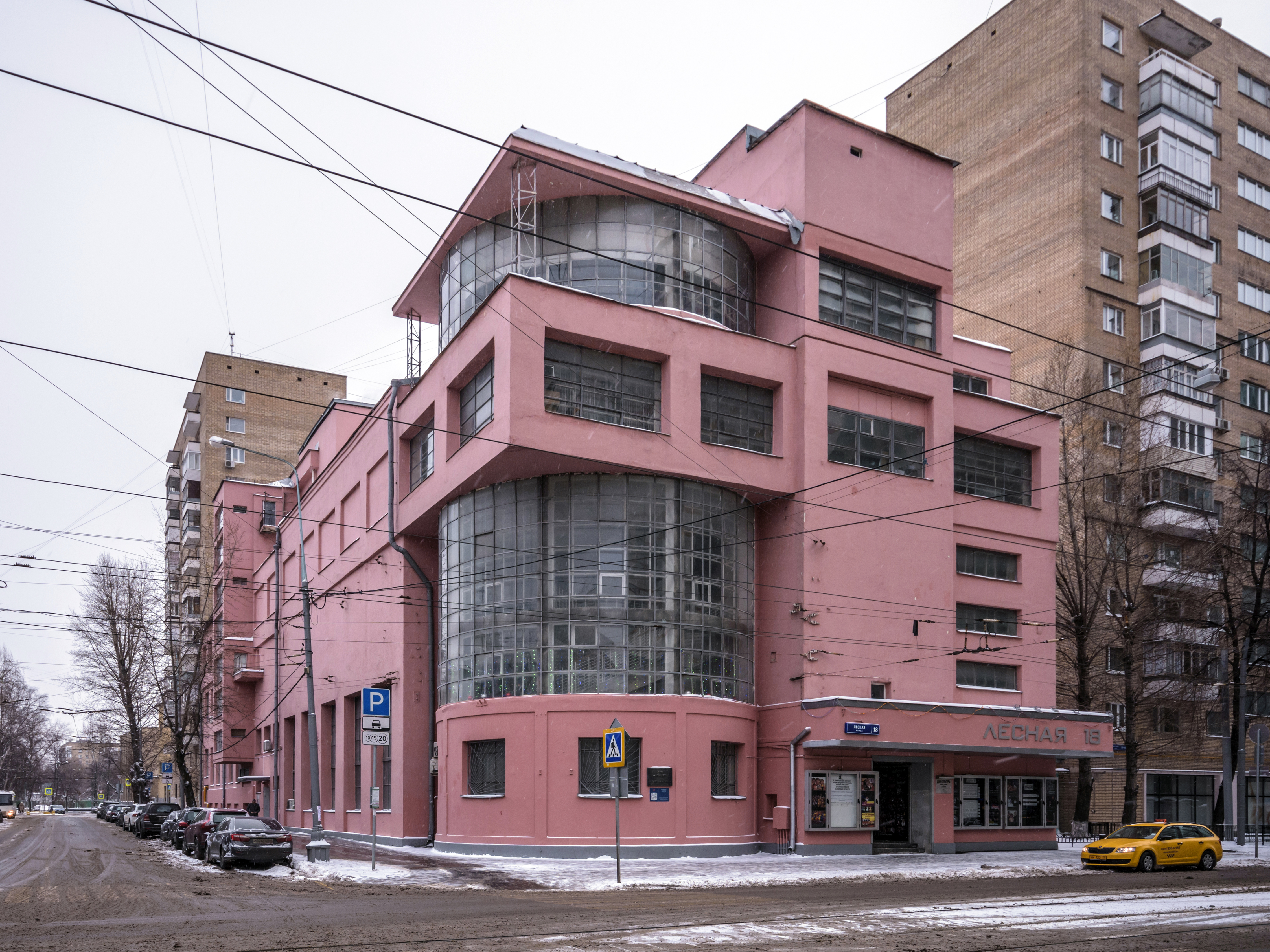
Club de Trabajadores Zúev, Moscú, 1927-1929
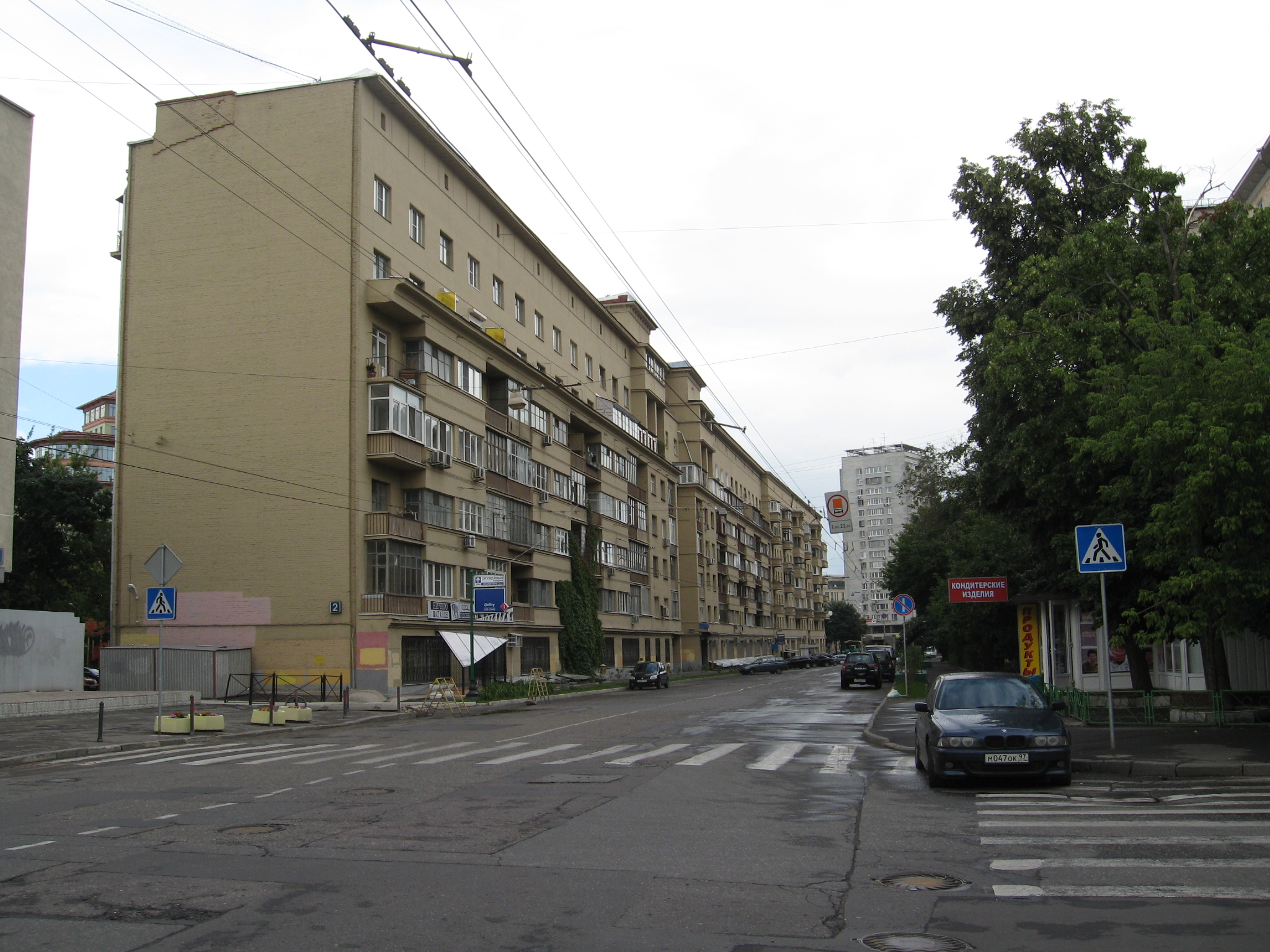
Edificio de la cooperativa del NKID, Moscú, calle Fadéieva, 2

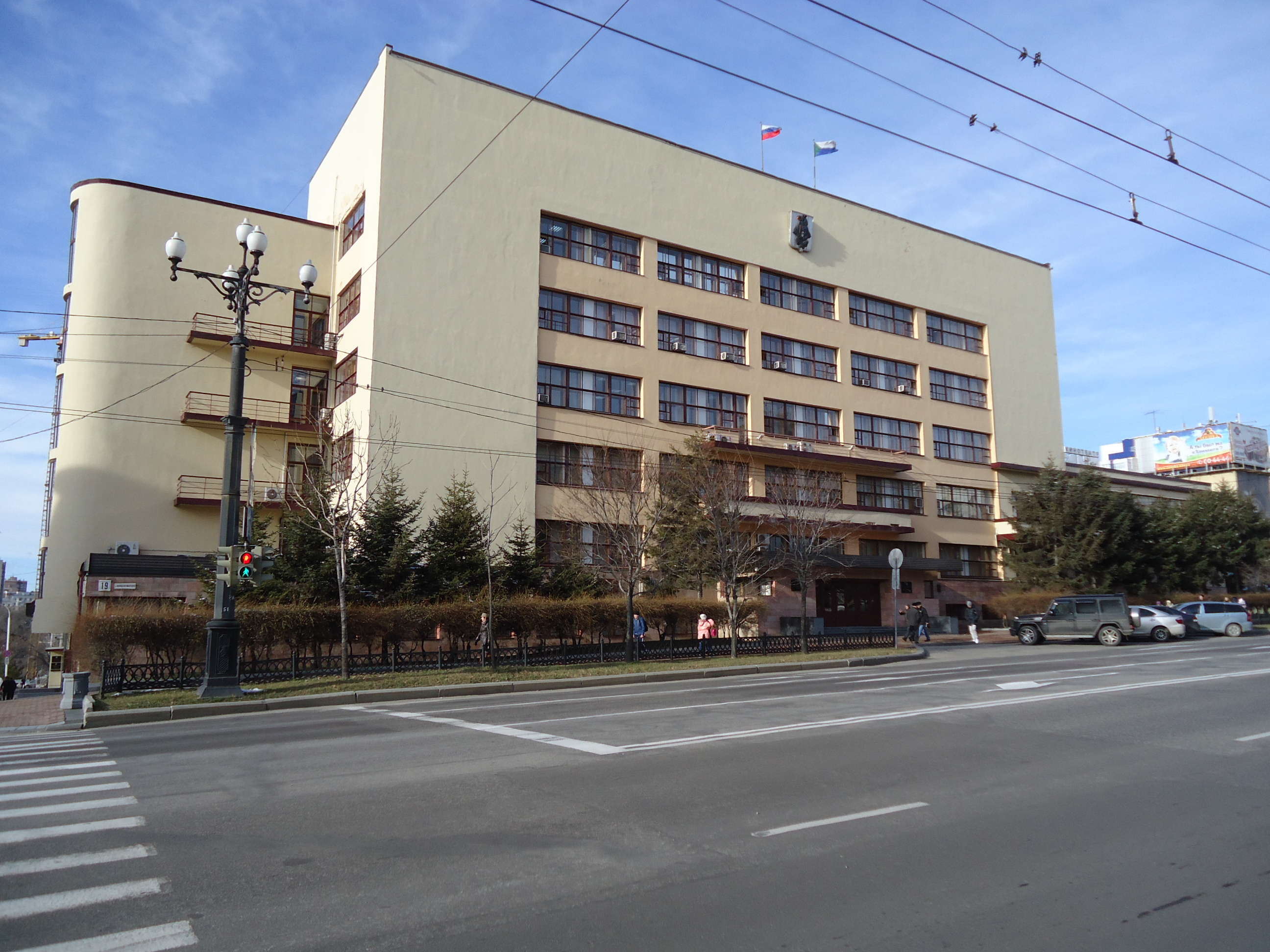
Casa de los Soviets, Jabárovsk

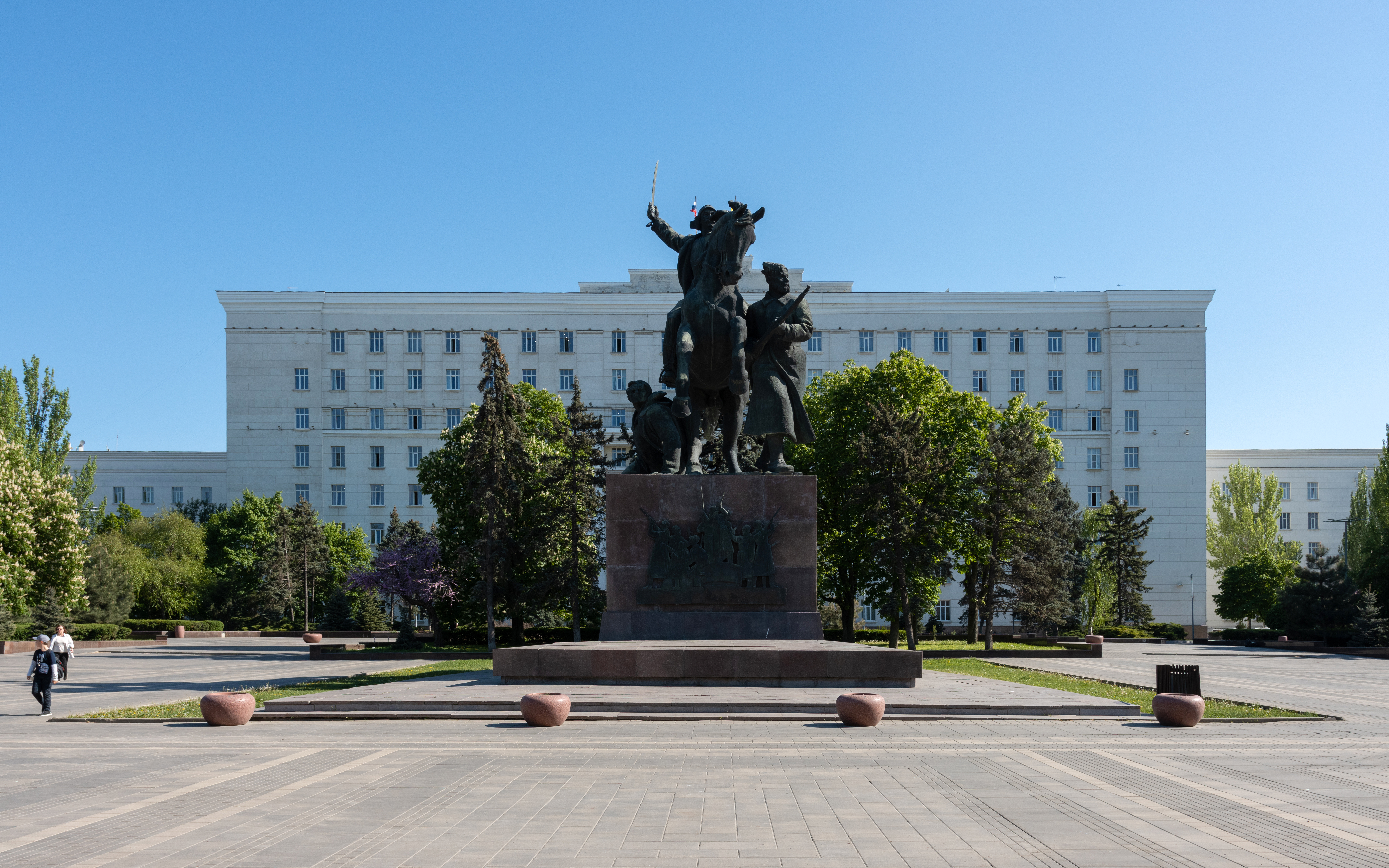
Casa de los Soviets, Rostov del Don, 1935-1956

### Postconstructivismo (1932-1941)
En 1932, cuando el Estado envió un mensaje de abandono de las vanguardias en favor de la arquitectura neoclásica, Gólosov respondió con una adaptación neoclásica de su concepto de romanticismo simbólico. Gólosov y sus seguidores reemplazaron deliberadamente los detalles históricos probados (columnas, capiteles, frisos y cornisas) con sus propios invenciones, para diferenciarse de los revivalistas puros como Iván Zholtovski. La característica más común era una columna cuadrada y delgada con un capitel y una base rectangulares simplificados. Durante un breve período, de 1932 a 1936, este nuevo estilo, el posconstructivismo (término acuñado por Selim Jan-Magomédov), se convirtió en el más común en la Rusia soviética.
Iliá Gólosov, encargado de dirigir un taller de arquitectura en el Ayuntamiemto de Moscú (Mossoviet), perfeccionó su estilo en numerosos concursos de 1932-1938. A diferencia de Konstantín Mélnikov, que perdió su trabajo en 1936, Gólosov trabajó en la construcción práctica hasta 1941 con un edificio posconstructivista típico como los apartamentos Teplobeton en la calle Spiridónovka (1933-1934) y los apartamentos del bulevar Yáuzski (1936-1941). En 1938, diseñó y dirigió la construcción de un típico bloque de apartamentos estalinista en Nizhni Nóvgorod (calle Oktyábrskaya), que obtuvo una mención póstuma de honor en la edición «XXX años de arquitectura soviética» en 1949.

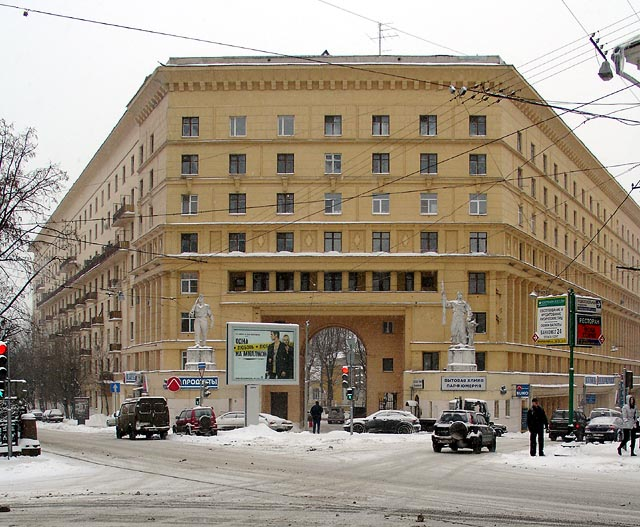
Iliá Gólosov. Bulevar Yáuzski, 2, Moscú, 1936-1941
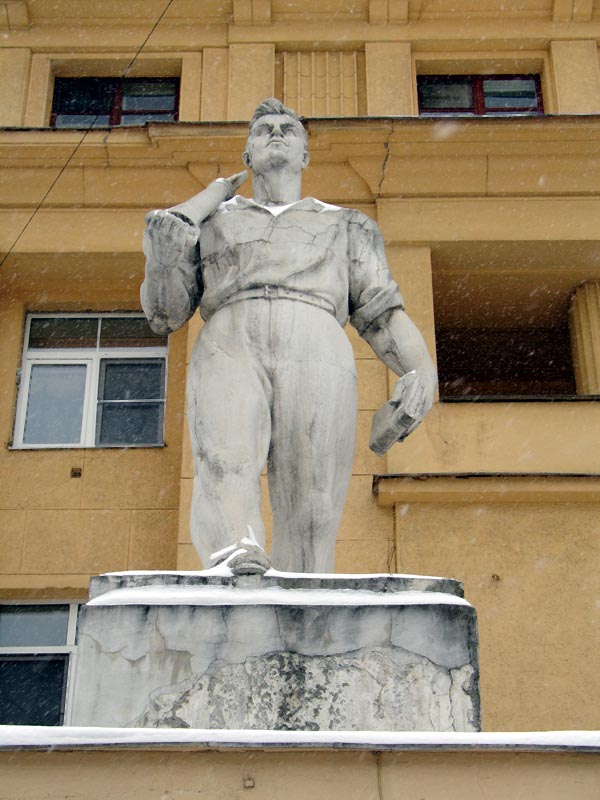
Iliá Gólosov. Bulevar Yáuzski, 2, fragmento
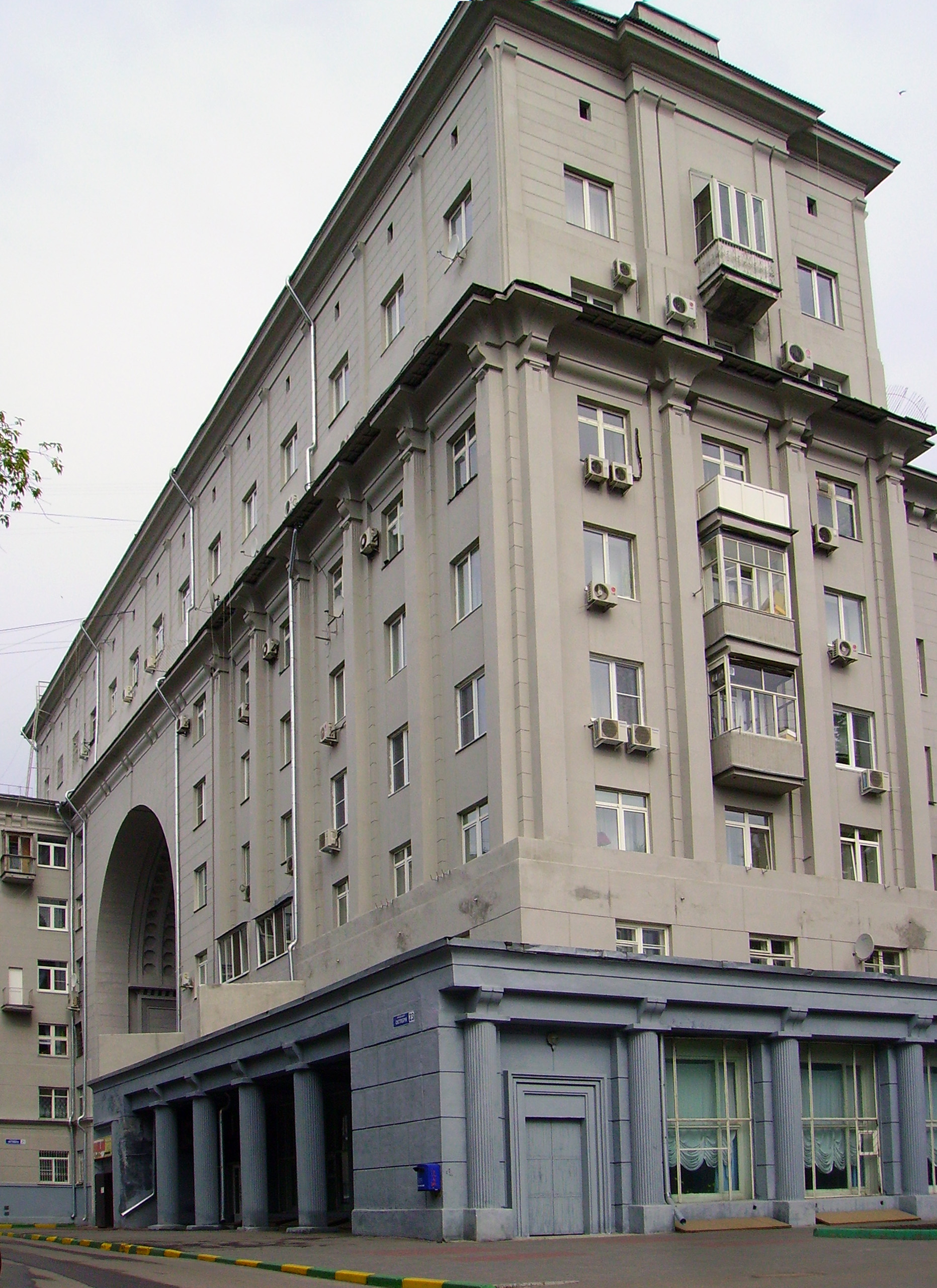
Casa Busýguinski en Nizhni Nóvgorod

### Muerte y legado

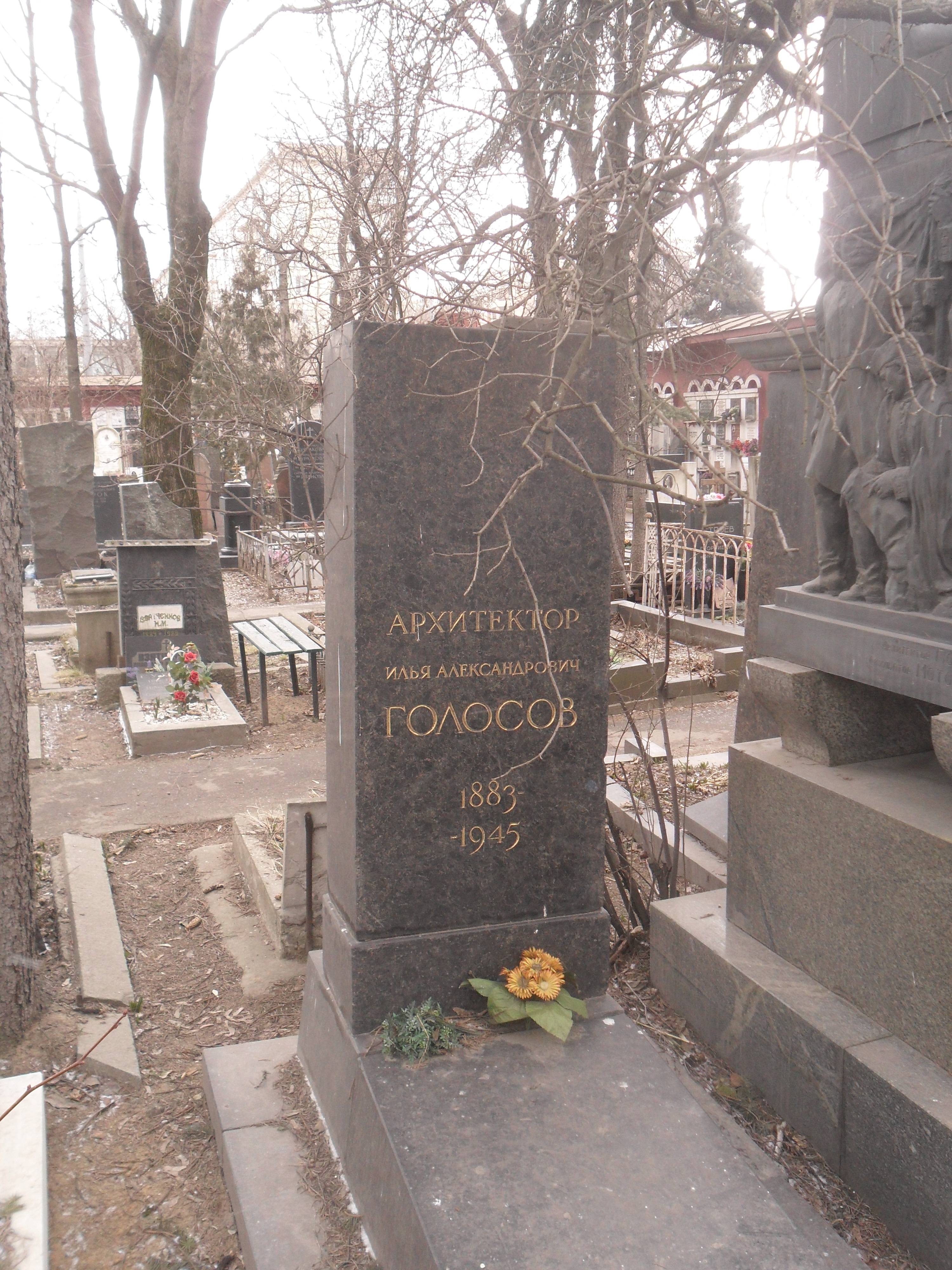
La tumba de Iliá Gólosov en el Cementerio Novodévichi en Moscú.

Iliá Gólosov continuó enseñando arquitectura durante la Segunda Guerra Mundial. Al igual que su hermano Panteleimón, Iliá murió en 1945 en Moscú y fue enterrado en el Cementerio Novodévichi.

## Obras

### Edificios finalizados
- 1909-1911: arquitecto junior en edificio de la Compañía de Seguros del Norte, Moscú, calle Ilyinka , 21-23 (arquitectos principales Marián Peretiátkovich, Iván Rerberg)
- 1914: Casa de Gabrichévskaya, Moscú, junto con su hermano P. A. Gólosov
- 1923: Pabellón del Lejano Oriente en la Exposición Agrícola Panrusa, Moscú, hoy Parque Gorki) (demolido, dibujo conceptual de las puertas chinas)
- 1926-1929: Club de Trabajadores Zúev, calle Lesnaya, 18, Moscú
- 1931: Casa Colectiva (edificio de 400 apartamentos), calle Krásnyj Zor, 3, Ivánovo-Voznesiensk (fotografía)
- 1932: Edificio de apartamentos Teplobetón, calle Spriridónovka, Moscú (Fotografías, antes de la construcción y en la actualidad)
- 1932: Casa de los Soviets (Elistá, calle Pushkin, 11)
- 1933: Academia de Ingeniería Militar (Moscú, bulevar Yáuzski)
- 1933-1934: Edificio residencial (Moscú, Bulevar Yáuzski)
- 1933-1938: Edificio de la Academia de Servicios Públicos (Moscú)
- 1934: Edificio Telégrafo (Moscú, plaza Púshkinskaya)
- 1934: Edificio residencial en Sadóvoie koltsó (Anillo de jardines, Moscú)
- 1934: Hotel "Sociedad de turismo y excursiones proletarias", junto con D. D. Bulgákov (Moscú, Arbat, 57)
- 1934-1936: Edificio residencial (Moscú, calle Dolgorúkovskaya, 5)
- 1935-1938: Complejo de edificios residenciales para una planta de automóviles en el distrito de Avtozavodski (Gorky, October Avenue)
- 1936-1941: Edificio de apartamentos, boulevard Yáuzski, 2/16, Moscú
- 1938: Edificio de la Escuela Superior de Sindicatos, Moscú
- 1938: Bloque de apartamentos de la calle Oktyábrskaya, Nizhni Nóvgorod
- 1939: Edificio residencial (Moscú, carril Spiridónevski, 8)
- Residencia de la Universidad Comunista Sverdlov (Moscú, hoy Universidad RGGU)
- 1929-1936: Edificio de viviendas de la Comisaría Popular de Relaciones Exteriores y Comercio Exterior (Moscú, calle Dolgorúkovskaya, junto con Markuze) [5]

### Propuestas de concursos, proyectos no realizados
- 1919: Crematorio (Moscú)
- 1922: Edificio de la cría de caballos Ostánkino (Moscú)
- 1922: Pabellón de Afganistán del Parque de la Cultura y el Ocio (Moscú)
- 1923: Palacio del Trabajo, Moscú (dibujo conceptual).
- 1924: Pabellón de la URSS en la Exposition Internationale des Arts Décoratifs et Industriels Modernes (dibujo conceptual 1 dibujo conceptual 2) (premiado Mélnikov)
- 1924: Casa del Pueblo Lenin, Ivánovo-Voznesensk (otorgado a  Grigori Barjin. Fotografía, actual)
- 1924: Edificio de la sociedad anónima "Arkos" (Moscú, el proyecto se utilizó en la construcción de un edificio residencial en el lado izquierdo de Léninski Prospekt en Moscú)
- 1924: Edificio del periódico Leningrádskaya Pravda (sucursal de Moscú)
- 1925: Instituto de Recursos Minerales (Moscú)
- 1925: Casa del Trabajo, Rostov del Don
- 1925: Casa de los Textiles, junto con B.Ya.Ulínich, Moscú
- 1926: Proyecto de una casa para pasar la noche (Moscú, junto con G.G. Wegman)
- 1926: Mercado de Smolenski, Moscú
- 1926: Edificio Central de Telégrafos, Moscú (adjudicado a Iván Rerberg. Fotografía, tal como se construyó Archivado el 29 de septiembre de 2007 en Wayback Machine.)
- 1926: Edificio Electrobank, Moscú (dibujo conceptual)
- 1926: Edificio Rusgertorg, Moscú   (dibujo conceptual)
- 1928: Alojamiento comunal, Stalingrado
- 1928: Edificio Dynamo, Moscú (premiado Iván Fomín. Fotografía, tal como se construyó Archivado el 29 de septiembre de 2007 en Wayback Machine.)
- 1928: Edificio de la bomba de aceite Azneft, Baku (dibujo conceptual)
- 1928: Fábrica textil, Vyázniki
- 1930: Edificio Oblpotrebsoyuz (Cooperativa Regional), Ivánovo
- 1932: Palacio de los Soviets, Moscú (premiado Borís Iofán)
- 1933: Fachada del Teatro Meyerhold (Moscú)
- 1934: Edificio de la Casa de los Libros (edificio editorial OGIZ), Moscú
- 1934: Edificio del teatro (Minsk)
- 1934: Edificio residencial del Comisariado del Pueblo para la Industria Pesada (Moscú)
- 1938: Edificio del aeropuerto (Moscú)
- Edificio de la Casa TASS (Moscú)
- Pasillo de la plataforma de la estación de metro Krásnye Vorota
- Edificio del Instituto de Investigación de Telemecánica y Comunicaciones de toda Rusia (Moscú, autopista Entuziástov)
- Edificio del teatro MOSPS (Moscú)
- Edificio Rusgertorg (Moscú)
- Museo Memorial del Ejército Soviético (Moscú, última obra)

### Proyectos educativos
- 1920: Escuela Laboral (Moscú)
- 1920: Panadería en el centro de la ciudad (Moscú)
- 1920: Taller (herrería) con bomba de agua (Moscú)
- 1921: Observatorio Astronómico (Moscú)
- 1921: Estación de radio (Moscú)

### Gestión de proyectos
- 1929: Palacio de la Cultura (Arjánguelsk)
- Construcción de la base del libro central KOGIZ
- Edificio del hotel OPTE (Moscú)
- Casa de RZHSKT "Industria alimentaria" (Moscú)
- Edificio residencial TsuDorTransa (Moscú)
- Casa de los Soviets (Stálinsk)
- Instituto Central de Investigación de Edificios Industriales (Moscú)
- Edificio administrativo de la planta "Radiopribor" (Moscú)
- Sala de conferencias de la Universidad Comunista Sverdlov (Moscú, hoy Universidad RGGU)